# Équipe réserve
 (août 2017).
Équipe réserve est, dans certains sports, l'appellation de la deuxième équipe alignée par un club sportif. L'équipe réserve est généralement dévolue aux joueurs en développement et aux joueurs revenant après une blessure.

## Allemagne
En Allemagne, les équipes réserves peuvent jouer jusqu'en 3. Liga, la troisième division.
L'équipe réserve de l'Hertha Berlin a atteint la finale de la Coupe d'Allemagne 1993, s'inclinant 2-1 contre le Bayer Leverkusen.

## Angleterre
En Angleterre, les équipes réserves évoluent dans leur propre championnat, la Professional Development League.

## Belgique
Jusqu'en 2023, en Belgique, les équipes réserves évoluent dans leur propre championnat, appelé "U21 Pro League" (groupe 1 et 2). Il n'y a que l'équipe réserve du Club de Bruges qui a évolué en D1B Pro league lors de la saison 2020-2021, à la suite du basculement du Royal Excelsior Virton en D2 amateur.
À présent, les équipes réserve peuvent évoluer jusqu'en D1B Pro league.

## Écosse
Les équipes réserves des clubs professionnels écossais évoluent dans leur propre championnat, la SPFL Reserve League.
Seuls les clubs du Celtic et des Rangers évoluent en Lowland Football League, la cinquième division écossaise.

## Espagne
En Espagne, les équipes réserves peuvent évoluer jusqu'en deuxième division, la Segunda División.
En 1980, la réserve du Real Madrid, la Castilla, se qualifie en finale où elle sera opposée à son équipe première. Elle perd ce match historique 6-1, mais obtient une qualification pour la coupe des coupes. Elle réalise l'exploit face à West Ham United en s'imposant 3-1 à aller, elle perdra 5-1 au retour,.

## Estonie
En Estonie, comme en Espagne, les réserves peuvent évoluer jusqu'à la deuxième division professionnelle. Les deux réserves qui sont les plus récurrentes dans l'antichambre de l'élite du football Estonien sont celle du Flora Tallinn II et celle du FC Levadia Tallinn II. Comme en Espagne, ces réserves sont, le cas échéant, éligible à une participation en Coupe d'Estonie.
Ce fut le cas en 2002, lorsque la réserve du Levadia, alors éligible à une participation dans la compétition, y atteint la finale. Pour ajouter à l'exceptionnel déjà présent dans cette situation, elle est opposée à son entité mère. Comble de l'exceptionnel, l'équipe première est battue par sa réserve, qui obtient ainsi une qualification en Europe.

## États-Unis
Aux États-Unis, les équipes réserves des clubs de la Major League Soccer peuvent évoluer en MLS Reserve Division, en USL Championship, en USL League One ou en USL League Two.

## France

### Principe
Les équipes réserves de football évoluent au même niveau que certaines équipes premières. Cependant, elles ne peuvent monter au-delà de la National 2 (4e niveau) si le club possède un centre de formation et au-delà du National 3 (5e niveau) si le club n’en possède pas.
Sur les 48 équipes engagées en 2024-2025 en National 2, aucune n'est une équipe réserve.
Sur les 140 équipes engagées en 2024-2025 en National 3, 29 sont des équipes réserves.

### Controverse
Accusées par certains supporters de fausser le championnat, au motif qu’elles alignent parfois des équipes quasiment entièrement composées de joueurs professionnels de Ligue 1 ou de Ligue 2, les équipes réserves semblent avoir malgré tout un intérêt bénéfique en National 2 et en National 3. Ainsi, les joueurs des réserves peuvent disputer des matches à enjeu et cela permet aux joueurs qui les affrontent de rencontrer certains footballeurs professionnels.
De plus, les équipes réserves ne pouvant pas monter en National (3e niveau), elles ne peuvent donc pas « empêcher » les équipes fanions d’évoluer au niveau supérieur. Ce fut notamment le cas de Bordeaux B en 2007-2008, champion de CFA (National 2) Groupe D (Bayonne, 2e du groupe gagnant ainsi son ticket d'accession en National) ou Lyon B en 2011-2012 (Bourg-Peronnas gagnant le droit de monter et Lyon-La-Duchère considérée comme 2e de son groupe). Plus récemment, Lorient B a terminé en tête du groupe D de CFA (National 2) (2014-2015), laissant le deuxième filer en National. Rennes B a aussi terminé en tête du groupe A de CFA (National 2) (2016-2017) laissant à Cholet le droit de monter en National.
Cependant, un trop faible ou un trop fort écart entre l’équipe fanion et sa réserve peuvent livrer des situations cocasses. Ainsi, il n’est pas rare de voir une équipe de National 2 disposer d’une équipe réserve en National 3 (Entente SSG, ASF Andrézieux ou Niort en 2009-2010). L’exemple inverse le plus caricatural étant très certainement celui du FC Istres lors de la saison 2004-2005 : alors que l’équipe fanion évoluait en Ligue 1, l’équipe réserve était, quant à elle, en Promotion d’honneur.
Lors de la saison 2012-2013, l'AJ Auxerre possédait une équipe fanion en Ligue 2, son équipe réserve en CFA (National 2), une troisième équipe en CFA 2 (National 3) et une quatrième équipe en Division d'honneur. Ces trois dernières équipes ne peuvent donc pas monter.
Lors de l'été 2019, le Paris Saint-Germain annonce la dissolution de son équipe réserve, pour laisser place à son équipe sénior, championne de son groupe de Régionale 1 mais qui ne pouvait monter à cause de la présence de son équipe réserve. Cette décision vise également à favoriser l'équipe des moins de 19 ans du club.

## Gibraltar
Il existe un championnat de jeunes pour les clubs de Gibraltar, la Gibraltar Intermediate League.
Le Hound Dogs est le seul club gibraltarien sénior à évoluer dans ce championnat de jeunes.

## Îles Féroé
Il existe un très grand nombre d'équipes réserves aux Iles Féroé du fait qu'il n'y a pas beaucoup d'équipes premières dans ce pays, les équipes réserves peuvent évoluer jusqu'en deuxième division la 1. deild.
En 2019, aucune équipe n'a été reléguée en deuxième division car les trois premiers du championnat de 1. deild n'était que des réserves.

## Italie
En Italie, les équipes réserves évoluent dans leur propre championnat, baptisé "Primavera". Il n'y a que l'équipe réserve de la Juventus, l'Atalanta qui évolue en Serie C.
L'équipe réserve de Milan évolue au Serie C, mais à partir du saison 2025-2026 il évolue en Serie D.

## Japon
Au Japon, les équipes réserves peuvent évoluer jusqu'en troisième division, la J3 League.

## Maroc
Au Maroc, les équipes réserves des clubs professionnels peuvent évoluer dans les divisions inférieures, notamment en Botola Pro D2 et dans les championnats amateurs. Toutefois, elles ne peuvent pas accéder à la Botola Pro D1 ni y affronter leur équipe première, conformément aux règlements de la FRMF.
La FRMF organise également un championnat national pour la catégorie dite « Espoirs », réservé aux clubs évoluant en championnat professionnel de Botola Pro D1 et D2, selon un règlement spécial arrêté au début de chaque saison.
Parmi les clubs disposant d'équipes réserves évoluant dans les divisions inférieures, on peut citer :
- FUS Rabat B
- Raja CA B
- ASFAR B

## Norvège
Les équipes réserves de football norvégiennes évoluent au même niveau que certaines équipes premières. Cependant elles sont obligées d'avoir un écart de deux divisions. Elles ne peuvent pas évoluer en Eliteserien ou en 1. divijion.
Si une équipe de réserve se retrouve à une position de promotion alors qu'elle n'est pas autorisée à être promue, la promotion est redistribuée à équipe suivante (qui n'est pas une équipe réserve). De plus, une équipe de réserve est reléguée de force, quelle que soit la position finale du championnat soit parce qu'elle n'est plus qualifiée pour jouer à ce niveau - c'est-à-dire si la première équipe est reléguée à un niveau où le niveau de l'équipe de réserve n'est plus autorisé. Par exemple, si une équipe Eliteserien est reléguée alors que son équipe réserve en 2. divisjon, l'équipe réserve est reléguée de force en 3. divisjon (soit le quatrième niveau). Dans une telle situation, l'équipe qualifiée la mieux placée à une position de relégation dont l'équipe réserve est reléguée sera repêchée. S'il n'y a pas d'équipes qualifiées aux positions de relégation (par exemple, seules les équipes de réserve ne sont plus qualifiées pour le niveau), une équipe supplémentaire de la division ci-dessous (la mieux placée) est promue.

### Controverses
Les équipes réserves ont en général été critiquées pour avoir aligné des équipes inégales d'une semaine à l'autre, avec de nombreux joueurs de l'équipe première une semaine et davantage de jeunes joueurs la semaine suivante. Ils ont également été critiqués pour avoir exclu les petits clubs de la deuxième division, ce qui signifie une culture du football plus centralisée. En 2009, l'entraîneur Ivar Morten Normark a proposé d'exclure les équipes réserves du football norvégien et d'autres managers comme Dag Eilev Fagermo ont accepté. Dans une enquête, 19 des 31 clubs de deuxième division ayant répondu souhaitaient que les équipes réserves soient éliminées, tout comme 30 des 49 clubs de troisième division ayant répondu.
Lors du congrès 2010 de la fédération norvégienne de football, de nouvelles règles ont été adoptées. À partir de 2010, les équipes de réserves de la deuxième division ne peuvent aligner que trois joueurs de plus de 21 ans à la fois. Plus de joueurs « excédentaires » peuvent s'asseoir sur le banc, mais ne peuvent pas entrer sur le terrain à moins d'être remplacés par un autre joueur excédentaire.

### Exemples
De nombreuses équipes réserves avaient remporté la 2. division mais le règlement de la fédération norvégienne de football leur en ont empêché, Ce fut le cas des équipes réserves de Brann et de Fyllingen Fotball qui avaient finies premier et deuxième du groupe 4 (la place ayant été redistribuée au troisième, le Os TF), Rosenborg 2 avait également finit premier du groupe 5 la même année (place redistribuée au Stjørdals-Blink, comme deuxième du groupe), l'équipe réserve de Rosenborg avait réitéré en 1996 et 1997. En 1992, l'équipe réserve de Lillestrøm avait fini première de son groupe (place redistribuée au Ski IL) et en 2005, c'est l'équipe réserve de Viking qui finit première du groupe 3 (place redistribuée à Haugesund.

## Pays-Bas
Aux Pays-Bas, les équipes réserves peuvent évoluer jusqu'en deuxième division, l'Eerste Divisie.

## Portugal
Au Portugal, les équipes réserves du Benfica Lisbonne et du FC Porto évoluent en deuxième division portugaise. Benfica et Porto évoluent également en Liga Revelação, une nouvelle division consacrée uniquement aux équipes des moins de 23 ans des clubs professionnels portugais[réf. nécessaire]. La réserve du Sporting a même été dissoute pour que le club se concentre sur son équipe des moins de 23 ans[réf. nécessaire].

## Russie
En Russie, les équipes sont appelés Club-école, ils peuvent évoluer jusqu'en deuxième division russe, la FNL.

## Suède
En Suède, les équipes réserves des clubs professionnels peuvent évoluer dans les divisions inférieures, jusqu'à la Division 1 (3e division). Elles ne sont toutefois pas autorisées à participer à la Allsvenskan ni à la Superettan, conformément aux règlements de la Fédération suédoise de football (SvFF).

## Suisse
En Suisse, les équipes réserves des clubs professionnels peuvent évoluer dans les divisions inférieures, mais ne sont pas autorisées à participer à la Super League ni à la Challenge League, conformément aux règlements de la Swiss Football League (SFL). Ces équipes, souvent désignées comme « M21 » ou « II », sont intégrées dans les ligues inférieures, telles que la Promotion League (3e division) ou la 1re Ligue (4e division).
Parmi les clubs disposant d'équipes réserves évoluant dans ces divisions, on peut citer :
- FC Sion II
- Yverdon-Sport FC II
- FC Lausanne-Sport II
- FC Thoune II
- Grasshopper Club Zurich II
- FC Winterthour II

Ces équipes jouent un rôle essentiel dans le développement des jeunes joueurs en transition vers le groupe professionnel.

## Ukraine
Il existe plusieurs équipes réserves en Ukraine, elles peuvent évoluer jusqu'en deuxième division, la Percha Liha.